# 실렛주

실렛주

실렛주(벵골어: সিলেট বিভাগ)는 방글라데시 북동부에 위치한 주로 주도는 실렛이며 면적은 12,635.22km2, 인구는 9,910,219명(2011년 기준)이다. 북쪽으로는 인도 메갈라야주, 남쪽으로는 인도 트리푸라주, 동쪽으로는 인도 아삼주, 서쪽으로는 마이멘싱주와 다카주, 남서쪽으로는 치타공주와 접한다. 4개 구(하비간지구, 모울비바자르구, 수남간지구, 실렛구)를 관할한다.
실렛주는 방글라데시의 다른 주에 비해 차이점이 많다. 특히 벵골어의 실렛 방언은 다른 벵골어 방언에 비해 사투리가 강해서 다른 지역에 거주하는 방글라데시인들이 일반적으로 이해하기 어려운 방언으로 여겨진다. 영국령 인도 제국 시대에는 현재의 인도 아삼 주 관할 하에 있었으며 1947년에 무슬림(이슬람교도)이 많은 파키스탄의 영토가 되었다. 1971년에 동파키스탄(현재의 방글라데시)이 방글라데시 독립 전쟁을 통해 파키스탄으로부터 분리 독립하면서 실렛주도 방글라데시의 영토가 된다. 천연 자원이 많이 매장되어 있는 것으로 알려져 있으며 차 생산지로도 유명하다.

## 같이 보기
- 방글라데시의 주